# Kasem Jadair Dueilan
Kasem Jadair Dueilan es un deportista jordano que compitió en taekwondo. Ganó una medalla de plata en el Campeonato Asiático de Taekwondo de 1980, en la categoría de –84 kg.

## Palmarés internacional
| Campeonato Asiático | Campeonato Asiático | Campeonato Asiático | Campeonato Asiático |
| Año                 | Lugar               | Medalla             | Categoría           |
| ------------------- | ------------------- | ------------------- | ------------------- |
| 1980                | Taipéi (Taiwán)     | Medalla de plata    | –84 kg              |